# Istenérv
Az istenérvek a filozófiában kísérletek Isten létének bizonyítására. A legismertebb istenérvek:
- Anzelm ontológiai istenérve
- Descartes ontológiai istenérve
- kozmológiai istenérv
- Pascal valószínűségi érve
- Aquinói Szent Tamás, az „első mozgató”-érv
- moralitás-érv
- Gödel ontológiai istenérve
- William Paley tervezettség-érve (teleológiai istenérve)

Ezek legtöbbjéről ma is viták folytak a filozófia történetében: már Aquinói Szent Tamás, Descartes, Kant foglalkoztak elődeik istenérvével. Anzelm istenérvét például Tamás nem fogadta el, Descartes újrafogalmazta, majd Kant ismét elvetette.
A történeti vallások egyes irányzataiban (ld. tomizmus) és bizonyos mai vallásokban és világnézetekben (ld. Richard Swinburne, Alvin Plantinga) is fellelhető, hogy Istennek racionális úton értelmezhetőnek, és igazolhatónak kell lennie.

## Külső hivatkozások
- Szalai Miklós: „Swinburne Istenérvei”, Magyar Filozófiai Szemle, 1998/1-2-3, 1998.
- Az ontológiai istenérvről (angol)